# Bulbophyllum zebrinum
Bulbophyllum zebrinum är en orkidéart som beskrevs av Johannes Jacobus Smith. Bulbophyllum zebrinum ingår i släktet Bulbophyllum och familjen orkidéer. Inga underarter finns listade i Catalogue of Life.